# Портрет Ивана Фёдоровича Удома
«Портрет Ивана Фёдоровича Удома» — картина Джорджа Доу и его мастерской из Военной галереи Зимнего дворца.
Картина представляет собой погрудный портрет генерал-майора графа Ивана Фёдоровича Удома из состава Военной галереи Зимнего дворца.
Во время Отечественной войны 1812 года полковник Удом был командиром лейб-гвардии Литовского полка и состоял в 1-й Западной армии, был во многих сражениях с французами, за отличие в Бородинском сражении, где был ранен, произведён в генерал-майоры. В Заграничных походах 1813 и 1814 годов сражался в Пруссии, Саксонии, Силезии и Франции.
Изображён в генеральском мундире лейб-гвардии Литовского полка, введённом в 1812 году. Слева на груди из-под лацкана видна звезда ордена Св. Анны 1-й степени; на шее кресты ордена Святого Владимира 3-й степени и прусских орденов Пур ле мерит и Красного орла 2-й степени; справа на груди крест ордена Св. Георгия 4-го класса, серебряная медаль «В память Отечественной войны 1812 года» на Андреевской ленте и бронзовая дворянская медаль «В память Отечественной войны 1812 года» на Владимирской ленте. С тыльной стороны картины надпись: Переложенъ со стараго холста на новый Митрохинымъ 1832 года С. Петербургъ. Подпись на раме: И. Ф. Удомъ 1й, Генералъ Маiоръ.
Несмотря на то, что 7 августа 1820 года Комитетом Главного штаба по аттестации Удом был включён в список «генералов, служба которых не принадлежит до рассмотрения Комитета», фактическое решение о написании его портрета было принято гораздо раньше: уже 17 декабря 1819 года Доу получил аванс и оставшаяся часть гонорара ему была выплачена 7 августа 1820 года. Готовый портрет был принят в Эрмитаж 7 сентября 1825 года.
Позже Доу написал авторское повторение галерейного портрета, с подписью и указанием даты 1823 год. Этот портрет в настоящее время находится в Государственном музее искусств Узбекистана в Ташкенте.
В 1840-е годы в мастерской И. П. Песоцкого по рисунку с галерейного портрета была сделана литография, опубликованная в книге «Император Александр I и его сподвижники» и впоследствии неоднократно репродуцированная.